# 2001-es Formula–1 osztrák nagydíj
Az osztrák nagydíj volt a 2001-es Formula–1 világbajnokság hatodik futama, amelyet 2001. május 13-án rendeztek meg az osztrák A1-Ringen, Spielbergben.

## Futam
| Helyezés | Rajtszám | Versenyző             | Csapat/Motor     | Futott kör | Idő/Kiesés oka | Rajthely | Pont |
| -------- | -------- | --------------------- | ---------------- | ---------- | -------------- | -------- | ---- |
| 1        | 4        | David Coulthard       | McLaren-Mercedes | 71         | 1h27:45,927    | 7        | 10   |
| 2        | 1        | Michael Schumacher    | Ferrari          | 71         | + 2,190        | 1        | 6    |
| 3        | 2        | Rubens Barrichello    | Ferrari          | 71         | + 2,527        | 4        | 4    |
| 4        | 17       | Kimi Räikkönen        | Sauber-Petronas  | 71         | + 41,593       | 9        | 3    |
| 5        | 9        | Olivier Panis         | BAR-Honda        | 71         | + 53,775       | 10       | 2    |
| 6        | 14       | Jos Verstappen        | Arrows-Asiatech  | 70         | + 1 kör        | 16       | 1    |
| 7        | 18       | Eddie Irvine          | Jaguar-Cosworth  | 70         | + 1 kör        | 13       |      |
| 8        | 10       | Jacques Villeneuve    | BAR-Honda        | 70         | + 1 kör        | 12       |      |
| 9        | 16       | Nick Heidfeld         | Sauber-Petronas  | 69         | + 2 kör        | 6        |      |
| 10       | 22       | Jean Alesi            | Prost-Acer       | 69         | + 2 kör        | 20       |      |
| 11       | 23       | Luciano Burti         | Prost-Acer       | 69         | + 2 kör        | 17       |      |
| Ki       | 8        | Jenson Button         | Benetton-Renault | 60         | Motorhiba      | 21       |      |
| Ki       | 19       | Pedro de la Rosa      | Jaguar-Cosworth  | 48         | Erőátvitel     | 14       |      |
| Ki       | 6        | Juan Pablo Montoya    | Williams-BMW     | 41         | Hidraulika     | 2        |      |
| Ki       | 21       | Fernando Alonso       | Minardi-European | 38         | Váltóhiba      | 18       |      |
| Ki       | 20       | Tarso Marques         | Minardi-European | 25         | Váltóhiba      | 22       |      |
| Ki       | 15       | Enrique Bernoldi      | Arrows-Asiatech  | 17         | Hidraulika     | 15       |      |
| Kiz      | 12       | Jarno Trulli          | Jordan-Honda     | 14         | Kizárva        | 5        |      |
| Ki       | 5        | Ralf Schumacher       | Williams-BMW     | 10         | Fékhiba        | 3        |      |
| Ki       | 7        | Giancarlo Fisichella  | Benetton-Renault | 3          | Motorhiba      | 19       |      |
| Ki       | 3        | Mika Häkkinen         | McLaren-Mercedes | 1          | Erőátvitel     | 8        |      |
| Ki       | 11       | Heinz-Harald Frentzen | Jordan-Honda     | 0          | Váltóhiba      | 11       |      |

## A világbajnokság élmezőnyének állása a verseny után
| H  | Versenyzők         | Pont | H  | Konstruktőrök    | Pont |
| -- | ------------------ | ---- | -- | ---------------- | ---- |
| 1. | Michael Schumacher | 42   | 1. | Ferrari          | 60   |
| 2. | David Coulthard    | 38   | 2. | McLaren-Mercedes | 42   |
| 3. | Rubens Barrichello | 18   | 3. | Williams-BMW     | 18   |
| 4. | Ralf Schumacher    | 12   | 4. | Jordan-Honda     | 13   |
| 5. | Nick Heidfeld      | 8    | 5. | Sauber-Petronas  | 12   |

## Statisztikák
Vezető helyen:
- Juan Pablo Montoya: 15 (1-15)
- Rubens Barrichello: 31 (16-46)
- David Coulthard: 25 (47-71)

David Coulthard 11. győzelme, 15. leggyorsabb köre, Michael Schumacher 37. pole-pozíciója.
- McLaren 132. győzelme.